# Glicemia

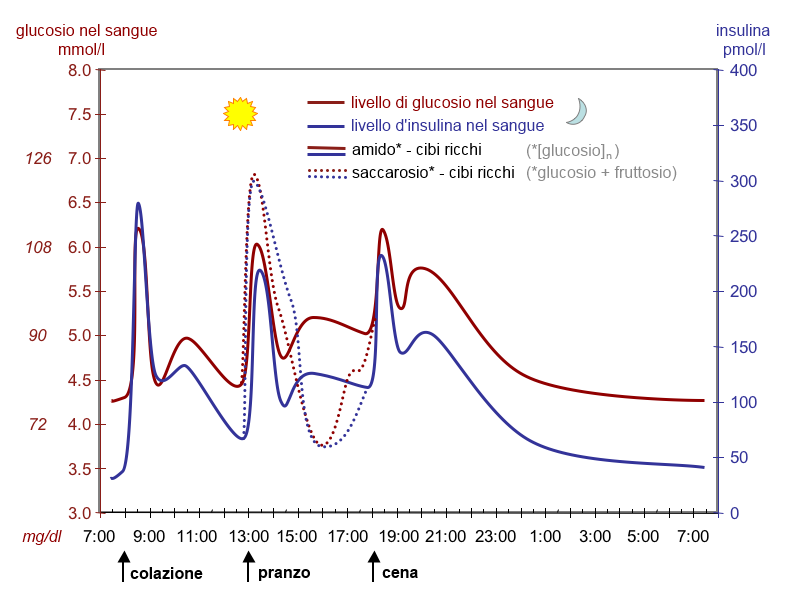
Grafico sui valori della glicemia

La glicemia (dal greco antico: γλυκύς?, glykýs, "dolce" e αἷμα, haîma, "sangue") è il valore della concentrazione di glucosio nel sangue.

## Misure e valori

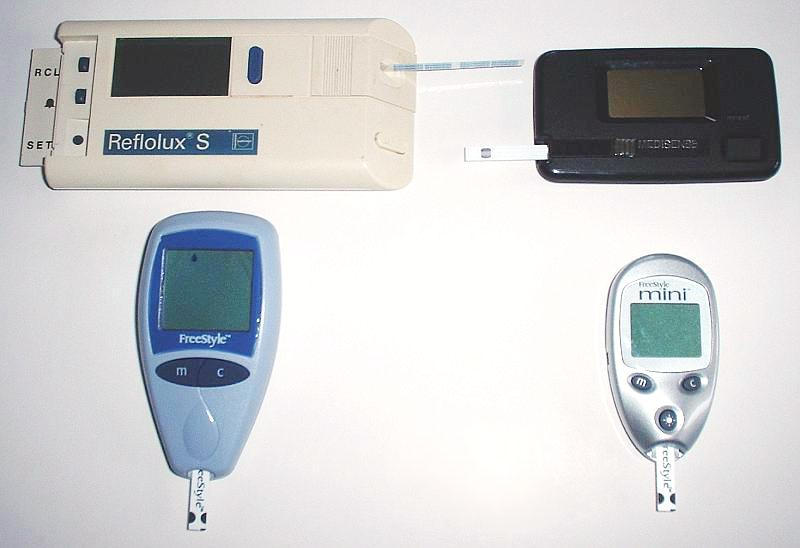
4 generazioni di glucometri

Il suo valore può essere espresso con due diverse unità di misura: in mg/dl o mmol/l. Poiché il peso molecolare del glucosio C6H12O6 è 180, la differenza tra le due unità di misura è di un fattore 18, cioè 1 mmol/L di glucosio è equivalente a 18 mg/dL.
La normalità di tale valore è relativa all'assunzione di pasti e viene per tale ragione valutata una sua eventuale anormalità con tre metodiche.
- La prima e più comune è il test glicemico casuale (detta Glicemia casuale) effettuato esaminando la glicemia senza avere informazioni sull'ultimo pasto consumato. Con tale esame viene definito normale un valore inferiore a 200 mg/dl, un aumento oltre tale soglia necessita anche di sintomi più specifici (polidipsia, poliuria, ...) per ipotizzare una diagnosi di diabete.
- La seconda è la valutazione della Glicemia a digiuno, un esame molto più specifico da effettuare lontano dai pasti. Un valore normale è compreso tra i 65–110 mg/dl. Un valore compreso tra i 110–125 mg/dl suggerisce il sospetto di Alterata glicemia a digiuno (IFG). Valori superiori a 125 mg/dl permettono di fare diagnosi di diabete qualora tale condizione si verificasse nuovamente ad una seconda misurazione.[3] (Secondo recenti studi, già una glicemia al di sopra di 100 sembrerebbe comportare lo stato di alterata glicemia a digiuno).
- La terza, infine, è la metodica della OGTT ovvero Curva da carico di glucosio, un esame che permette di valutare sia la glicemia a digiuno (con il primo prelievo) sia la glicemia a 1 ora (utile nella diagnosi di diabete gestazionale) e la glicemia a 2 ore. Un valore a 2 ore superiore a 200 mg/dl (è necessaria una seconda conferma) suggerisce una diagnosi di diabete. Un valore compreso tra i 140–200 mg/dl indica una sospetta Alterata tolleranza al glucosio (IGT). Sotto tale valore si considera il soggetto normale.

### Glucosio e glicemia
In alcuni referti di esame del sangue compare il parametro glucosio (espresso in mg/dL), in altri quello della glicemia, cagionando alcuni dubbi da parte dell'utente. Tuttavia, non c'è differenza: la glicemia è semplicemente il valore della concentrazione di glucosio nel sangue.

## Metodologia di determinazione
La determinazione della glicemia si può effettuare sul sangue venoso (esame di laboratorio) oppure sul sangue capillare usando il glucometro avendo il risultato in pochi secondi (si preleva una goccia di sangue capillare dal polpastrello tramite la puntura di una lancetta pungidito, questo permette ai diabetici un migliore controllo della patologia con una minore insorgenza di complicanze). È da notare tuttavia che dopo i pasti, i livelli di glucosio nel sangue capillare possono essere fino al 35% più alti di quelli del sangue venoso.
La glicemia può essere misurata anche tramite dei sensori da applicarsi sulla pelle come dei cerotti e soggetti a prescrizione medica: Flash Glucose Monitoring e Continuous Glucose Monitoring."

## Metabolismo alla base della glicemia
Il glucosio ematico deriva dai carboidrati della dieta. Avendo già descritto i valori normali in soggetti normonutriti, in digiuno protratto può tuttavia scendere a 60–70 mg/dl.
La glicemia è controllata da tutti i tessuti in modo più o meno diretto.
- Fegato - Deposita e conserva il glucosio in eccesso (sotto forma di glicogeno epatico) e ne produce in caso di ridotto valore. Negli epatociti il glucosio entra liberamente indipendentemente da fattori ormonali. Per tale ragione il controllo è concentrazione-dipendente.
- Pancreas - Nella porzione endocrina il pancreas secerne due ormoni altamente specifici sul controllo della glicemia, ovvero Insulina e Glucagone rispettivamente dalle cellule Beta e dalle cellule Alfa delle isole pancreatiche. Il glucosio entra liberamente nelle cellule Beta e causa una attivazione metabolica con conseguente rilascio di insulina dai granuli a ridosso della membrana. È nota tuttavia una glucotossicità e una lipotossicità sulle beta cellule, per cui oltre un certo valore il glucosio non è in grado di stimolare ulteriormente la beta cellula, ma anzi la induce alla apoptosi. L'insulina è un ipoglicemizzante (abbassa la glicemia), mentre il glucagone ha effetto opposto e quindi è iperglicemizzante (innalza la glicemia).
- Sistema nervoso - Non regola la glicemia, ma è opportuno ricordare come tali tessuti adoperino solo il glucosio come substrato metabolico, e una ipoglicemia grave è altamente neurotossica. Inoltre regola indirettamente la glicemia mediante l'appetito.
- Ipofisi - Produce ormoni che tendono ad aumentare la glicemia agendo come antagonisti dell'insulina: l'ormone somatotropo (ormone della crescita o somatotropina, in sigla GH) e l'ormone adrenocorticotropo o corticotropina (ACTH). L'effetto principale dell'ACTH sul metabolismo carboidratico è dovuto alla stimolazione della secrezione di ormoni della corteccia surrenale, che produce vari ormoni steroidi, tra cui i glucocorticoidi, che alzano la glicemia tramite aumento dell'insulinoresistenza.
- Tiroide - L'ipertiroidismo causa iperglicemia; l'ipotiroidismo invece ipoglicemia.
- Reni - Eliminano glucosio (glicosuria) quando la glicemia venosa supera i 180 mg/dl (valore detto soglia renale per il glucosio). Sotto tale soglia i glomeruli renali riassorbono il glucosio reimmettendolo nel circolo ematico. Col tempo il rene tende a innalzare la soglia del glucosio, per cui i soggetti diabetici hanno una soglia molto più alta dei soggetti normali e questo favorisce ulteriormente l'iperglicemia.

## Problematiche relative alla glicemia
La normale quantità di glucosio contenuta nel sangue di una persona adulta di circa 70 kg, è complessivamente di circa 4 grammi. Per avere un termine di paragone, un cucchiaino di zucchero contiene 8 grammi di glucosio, e quindi un semplice caffè zuccherato o un dolcetto, specialmente fuori pasto, rappresentano per il corpo un'overdose di zuccheri. Per mantenere la glicemia entro livelli non letali, il pancreas produce insulina. Nel tempo il pancreas si "affatica" e le cellule diventano meno sensibili all'insulina, per cui ne occorrono quantitativi maggiori per ottenere i soliti effetti.
L'assimilazione dello zucchero e di altri carboidrati semplici necessita del supporto di sali minerali e di vitamina B1. La carenza di quest'ultima causa vari sintomi, come stitichezza o stanchezza. Tramite la glicosilazione, lo zucchero si lega alle proteine nelle cellule, stabilendo dei legami stabili, che costringono la cellula a produrre nuove proteine per potersi nutrire, con conseguente dispendio energetico.